# توم نيل (كاتب)
توم نيل (بالإنجليزية: Tom Neale)‏ هو كاتب نيوزلندي، ولد في 6 نوفمبر 1902 في ويلينغتون في نيوزيلندا، وتوفي في 27 نوفمبر 1977 في جزر كوك في نيوزيلندا.